# Jan Stankiewicz (farmakolog)
Jan Stankiewicz (ur. 23 października 1833, zm. 1 marca 1882 w Charkowie) – profesor Uniwersytetu Charkowskiego.

## Życiorys
Urodził się 23 października 1833 w szlacheckiej rodzinie Mikołaja w guberni mohylewskiej. Uczęszczał do gimnazjum w Żytomierzu i w Kijowie. W 1852 uzyskał świadectwo dojrzałości i wstąpił na Wydział Medyczny Uniwersytetu Kijowskiego. Naukę ukończył w 1858 z wyróżnieniem otrzymując stopień lekarza. Przez kolejne dwa lata, dzięki uzyskanemu stypendium słuchał wykładów na uniwersytetach we Wrocławiu, Pradze, Wiedniu, Monachium i Paryżu.
W lipcu 1860 powrócił do Kijowa i przedstawił pracę Gistologija suchožilij v normal’nom i patologičeskom sostojanii Kijów 1860, która dała mu doktorat.
W 1863 wygrał konkurs na stanowisko profesora Katedry Farmakologii i Receptury w Uniwersytecie Charkowskim i od następnego roku był wykładowcą na tej uczelni. W tym samym roku został profesorem nadzwyczajnym i w 1870 zostaje profesorem zwyczajnym. 
Prowadził w mieście również praktykę lekarską i swoją wiedzą i umiejętnościami chętnie pomagał biednym. Pracował do końca lutego 1882 i odszedł z powodu stanu zdrowia.

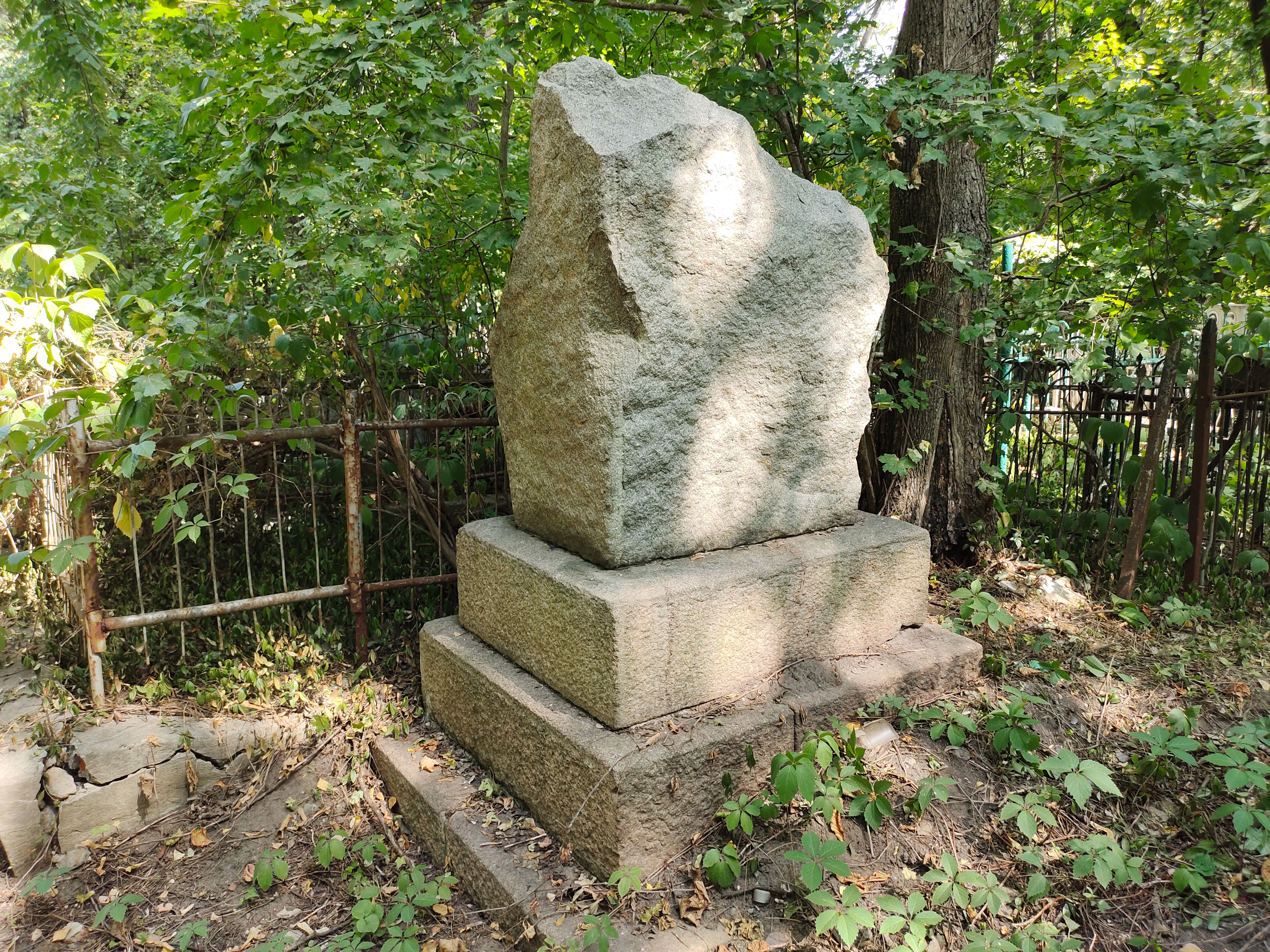
Duży nagrobek

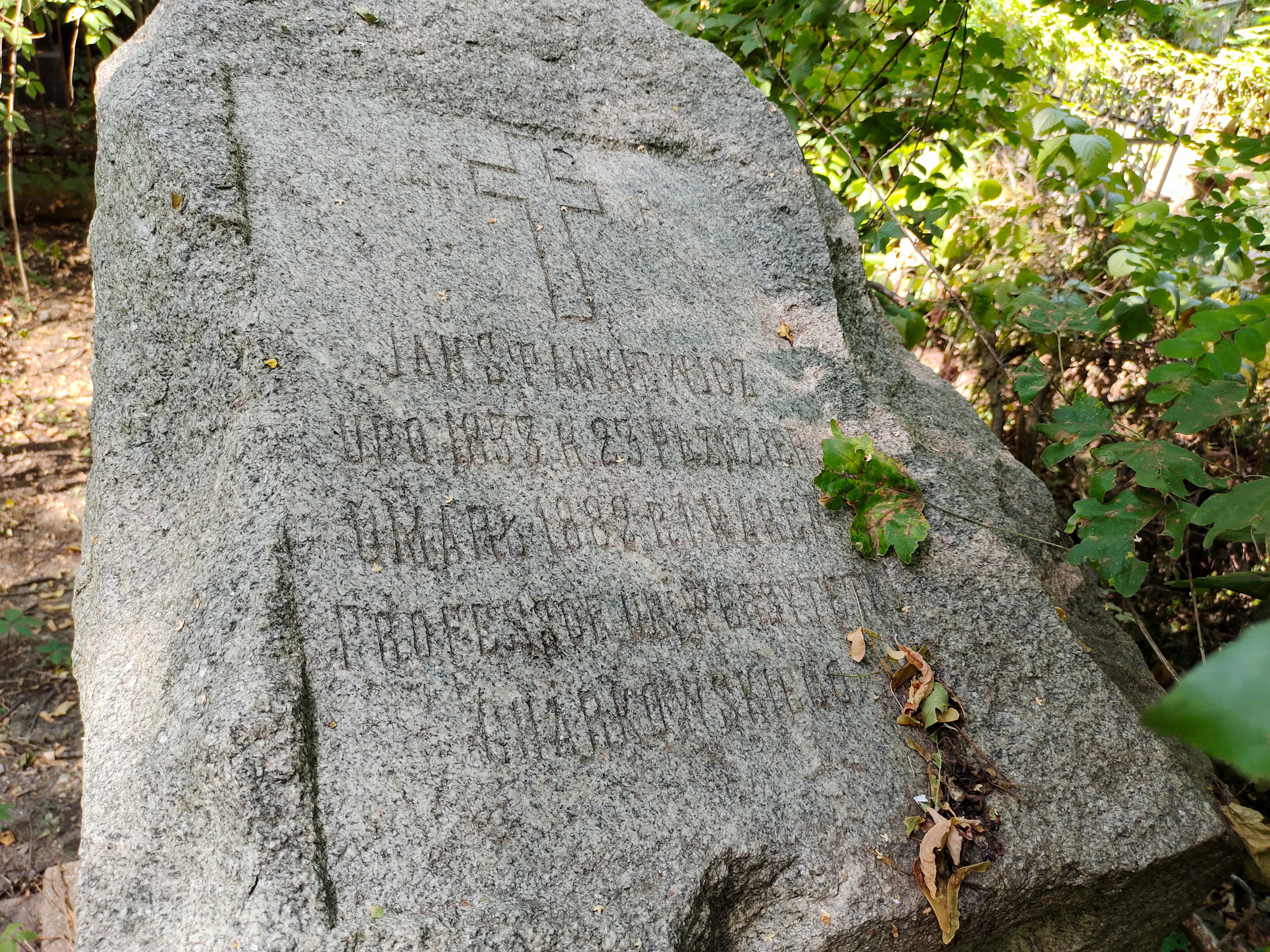
Jedna z dwóch tablic na nagrobku

Zmarł 1 marca 1882 roku i został pochowany 4 marca na cmentarzu luterańsko-katolickim w Charkowie. W czasie sowieckiej okupacji Ukrainy nekropolia została niemal doszczętnie zniszczona, a na jej miejscu pochowano innych ludzi. Zachował się grób Jana Stankiewicza z dużą płytą nagrobną i dwiema tablicami w języku polskim. Żonaty był z Wiktorią z domu Kaleńska i mieli dwie córki: Wiktorię i Zofię 